# Bob Winograd
Robert Earl Winograd (Kanada, Manitoba, Winnipeg, 1950. június 6. –) profi jégkorongozó.

## Karrier
Komolyabb junior karrierjét a MJHL-es Winnipeg Monarchsban kezdte 1968 végén. A következő évben felvételt nyert a Colorado College-ra, ahol 1972-ig tanult és játszott az egyetemi csapatban. Közben az 1970-es NHL-amatőr drafton a St. Louis Blues kiválasztotta őt a 9. kör 108. helyén. Az NHL-ben sosem játszott. Ő volt az első zsidó származású draftolt játékos az NHL-draft történetében. Az egyetemet levelezősként fejezte be, inkább a profi karriert választotta, mert az 1972-es WHA-drafton a New York Raiders draftolta őt és 2 éves szerződést is kapott a csapattől. Felnőtt pályafutását a WHA-as New York Raidersben kezdte meg, majd lekerült az EHL-es Long Island Ducksba. 1973–1974-ben 4 csapatban is játszott: New York Golden Blades/New Jersey Knights (WHA), Jacksonville Barons (AHL), Greensboro Generals (SHL), Syracuse Blazers (NAHL). A szezon után visszavonult, majd több mint 2 év után visszatért a WHA-s San Diego Mariners egyetlen mérkőzésre.

## Díjai
- NCAA Nyugat All-America Első Csapat: 1972
- WCHA All-Star Első Csapat: 1972
- NAHL-bajnok (Lockhart-trófea): 1974